# Rupanco
Rupanco – jezioro w środkowym Chile.
Jezioro zajmuje powierzchnię 233 km². Rozciąga się na 40 km oraz 6,5 km szerokość.